# 南清水 (明尼蘇達州)
南清水（英語：South Clearwater）是位於美國明尼蘇達州清水縣的一個未組織地區。

## 地方資料
南清水的面積為93.41平方千米，當中陸地面積為83.65平方千米，而水域面積為9.76平方千米。根據2020年美國人口普查的數據，當地共有人口8人，而人口密度為每平方千米0.09人。